# Santa Anna de Sorre
Santa Anna de Sorre és una ermita del poble de Sorre, en el terme municipal de Sort, a la comarca del Pallars Sobirà. Pertanyia a l'antic municipi d'Altron.
Està situada uns 800 metres al nord-nord-est de Sorre, a prop (550 metres) ja d'Escàs. És a l'extrem de llevant del Serrat dels Solanets, al nord dels Prats. Queda molt a prop, dessota i a llevant de la Pista de Caregue.
És una ermita de muntanya, molt petita, d'una sola nau, sense absis aparent a l'exterior.